# Lappal
Lappal (Alnus incana kolaensis) är en underart till gråal i familjen björkväxter. Lappal förekommer naturligt i norra Norge, Sverige, Finland och på Kolahalvön i Ryssland.